# EMW

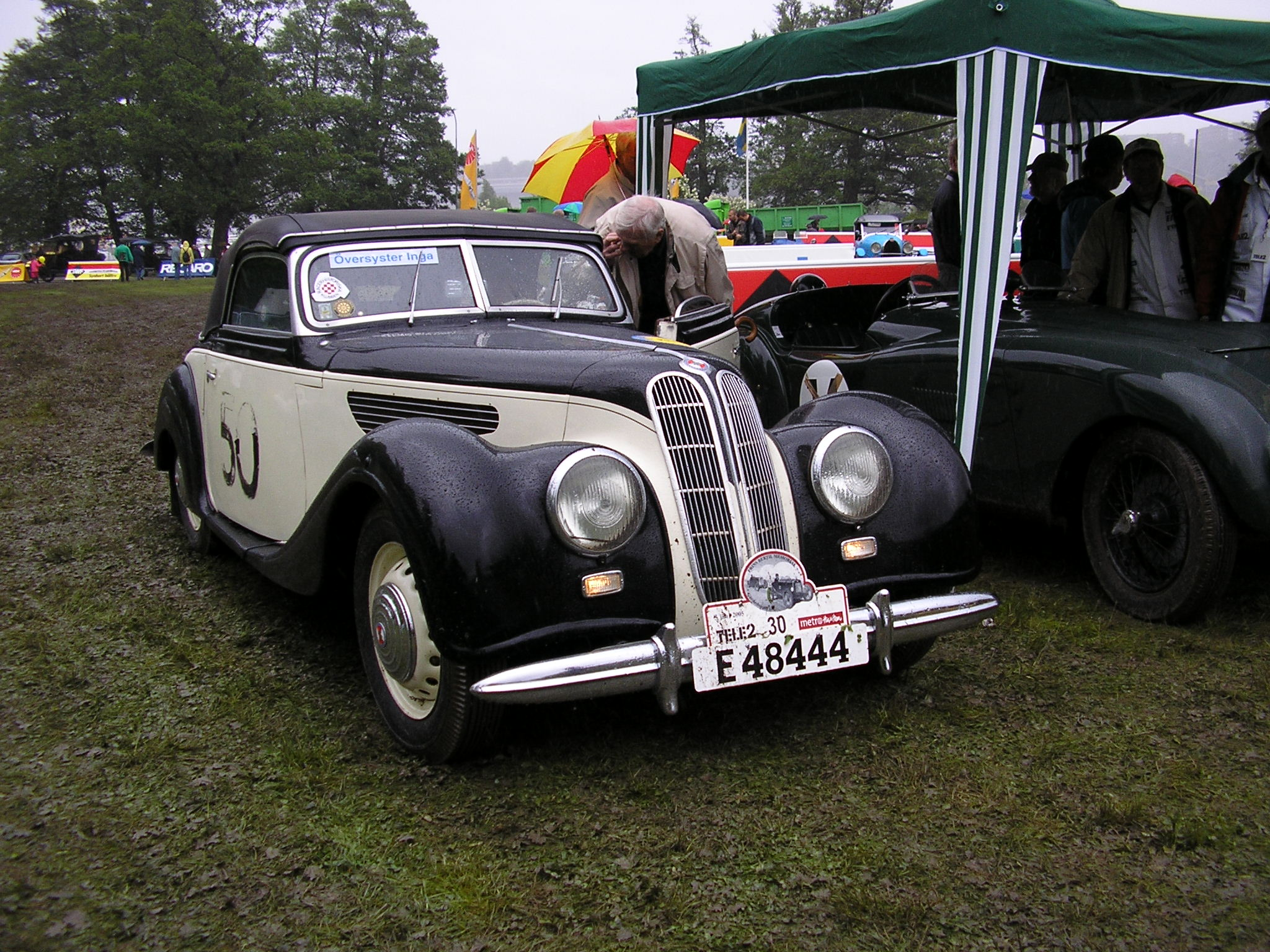
EMW 327.

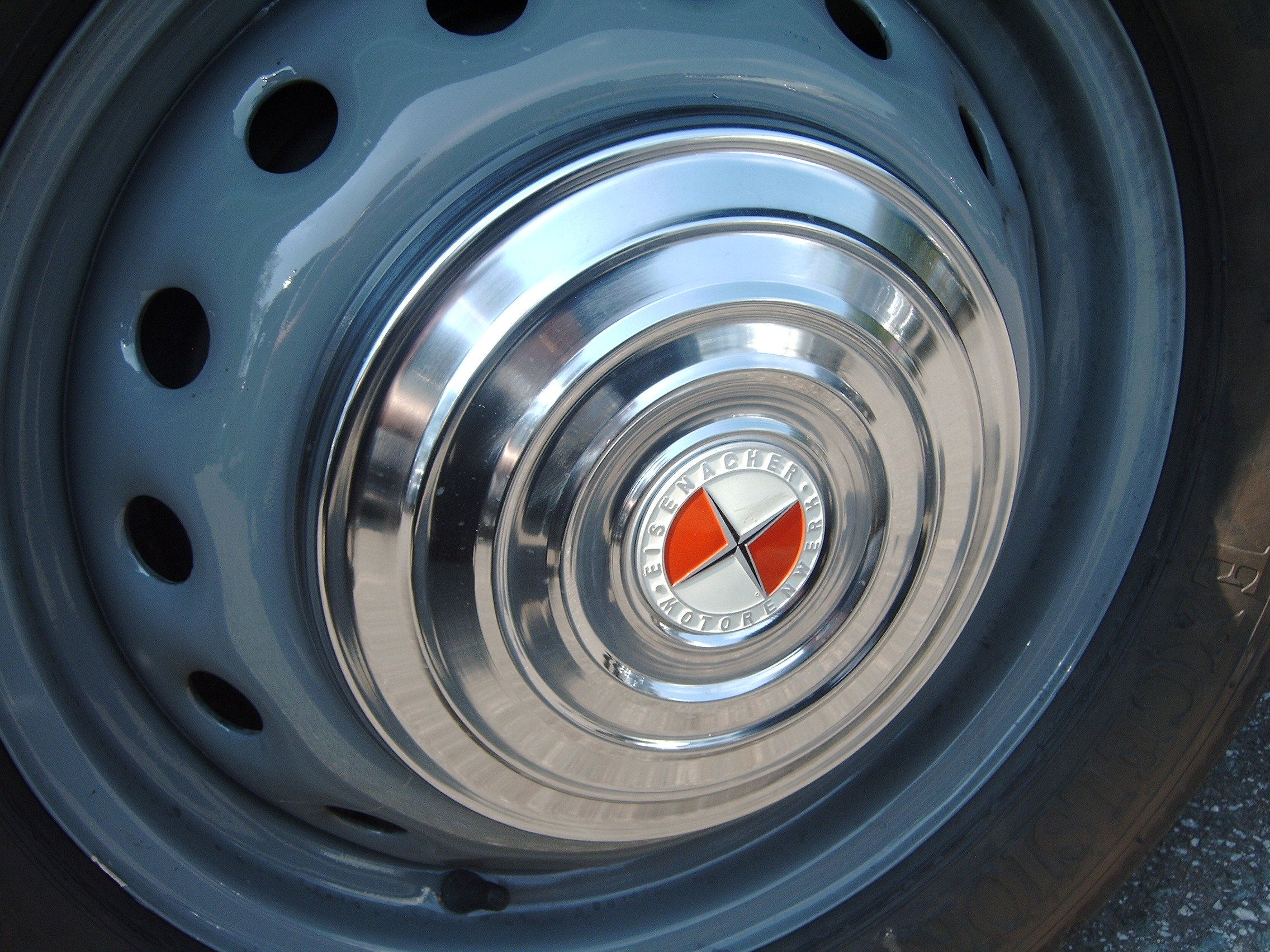
EMW:s märke på en navkapsel.

EMW, Eisenacher Motoren Werk, var ett östtyskt bil- och motorcykelmärke som var under produktion mellan 1952 och 1955. På emblemen skrev man ihop fabrikatnamnet till Eisenacher Motorenwerk. Tillverkningen skedde i Eisenach, Thüringen.

## Historik

### Bilarna
BMW:s fabrik i Eisenach togs 3 juli 1945 över av Sovjetunionen, räddades efter tyska vädjanden från förstörelse av marskalk Georgij Zjukov och fick 15 september 1946 namnet Sowjetische AG Maschinenbau Awtovelo, Werk BMW Eisenach. De tillverkade förkrigsmodellerna BMW 321 (1945–1950) och 326 (1946–1947). 1949 kom modellerna BMW 327 och det blivande flaggskeppet 340. Under 1952 tillverkades också 325/2. Så småningom marknadsfördes modellerna även väst om berlinmuren. BMW:s egen produktion i Bayerns huvudstad var klen, och man såg inte de sovjetstyrda östtyskarnas försök till lansering med blida ögon.
Fabriken förstatligades 1951 (ett par år efter bildandet av DDR). Då BMW München året innan lagligen påpekat att östtyskarna inte hade rättigheterna till namnet bytte man till EMW. Fabrikens märke liknar till stora delar BMW:s, men de blå fälten är i EMW:s märke röda och den omgivande ringen är vit.
EMW:s personbilsdivision ombildades 1953 till ett folkägt företag, VEB Automobilwerk Eisenach (AWE). Man tog från det året också över tillverkningen av Audi-fabrikens IFA F9, som var baserad på Auto Union DKW:s förkrigsmodell F9.
Mot slutet av 1955 försvann EMW som bilmärke och ersattes i januari 1956 av den nya bilen Wartburg - en vidareutveckling av F9:an. De sista modellerna var EMW 340/2, 327/2 och 327/3.

### Motorcyklarna
Fabrikens enda MC under märket hette EMW R35 och hade en encylindrig motor på 342 cm3, som via en spakväxlad låda drev en kardanaxel på höger sida. Den var baserad på BMW:s militär- och poliscykel med samma beteckning som kom redan 1937. Då fabriken i München koncentrerade sig på flygmotorutveckling flyttades produktionen av BMW-cyklar till Eisenach. Denna lades dock ned 1940, då modellen inte längre ansågs uppfylla kraven från Wehrmacht. Efter andra världskriget kom produktionen igång igen, då sovjeterna uppskattade motorcykelmärkets kvalitet. I planekonomin sattes mål för tillverkningen. 1945 ville man ha 70 cyklar, men blott 16 levererades. 1949 tilläts också privatpersoner att köpa motorcyklar, och produktionen hade stigit till 4 250. Under EMW:s sista år 1955 levererades 13 500 st.
Under 1952 ersatte EMW framgaffelns teleskopfjädring med en oljedämpad sådan. 1953 monterades en rak bakhjulsfjädring, ramen förlängdes och en del mindre modifikationer genomfördes. Modellnamnen var R35, R35/2 och R35/3, men förbättringarna gjordes flytande över modellgränserna, så varianterna är många.
Mellan 65 000 och 70 000 R35:or under märkena BMW och EMW anses totalt ha byggts i Eisenach, även om osäkra uppgifter pekar på summor över 90 000. Maskinerna som byggdes som krigsskadestånd till Sovjetunionen var ofta hopplockade från de delar man tillsammans med tillverkningsmaskinerna gömt i gruvschakt då fabriken delvis förstördes under andra världskriget. Trots planekonomins till synes hårda styrning uppfylldes aldrig målen, och inga tillförlitliga produktionssiffror existerar för åren 1946-1948.

## EMW i kultur
I ett par av böckerna kring kommissarie Martin Beck kör Gunvald Larsson en röd EMW. I boken Den vedervärdige mannen från Säffle (förlagan till filmen  Mannen på taket) har Sjöwall Wahlöö bytt ut den mot en likaledes röd BMW. Längre fram i serien i boken Det slutna rummet kör han återigen EMW.

## Formel 1
EMW deltog i ett formel 1-lopp, Tysklands Grand Prix 1953.

### F1-säsonger
| Säsong | Tävlingsnamn      | Bil       | Motor      | Poäng | Förare 1    |
| ------ | ----------------- | --------- | ---------- | ----- | ----------- |
| 1953   | Rennkollektiv EMW | EMW R1/53 | EMW 2.0 L6 | 0     | Edgar Barth |